# The Libertines
Pour les articles homonymes, voir The Libertine.
The Libertines est un groupe de garage rock britannique, originaire de Londres, en Angleterre. Il est formé en 1997 par Carl Barât et Pete Doherty. Mick Jones, ancien membre des Clash, fut le producteur artistique de leurs deux albums, sur le label Rough Trade. Le groupe gagne en notoriété dans les années 2000.
Après s'être séparé en 2004, le groupe se reforme exceptionnellement pour  quelques concerts lors de l'été 2010. À partir de juin 2014, The Libertines se reforment enfin et réalisent un nouvel album qui sortira l'année suivante pour marquer ce retour. Quelques années plus tard, en 2024, un quatrième album est annoncé par le groupe.

## Biographie

### Débuts (1997–2001)
L'histoire des Libertines débute à Londres, en Angleterre, vers la fin des années 1990 lorsque Pete Doherty et Carl Barât, après avoir fait connaissance et identifié certains points communs, décident de créer leur propre groupe auquel ils donneront un nom reflétant leur façon d'être, c’est-à-dire libertins, libres des restrictions morales et conventionnelles. Dans un premier temps, plusieurs batteurs et bassistes se succèdent jusqu'au jour où Gary Powell, batteur afro-américain les rejoint dans leur aventure.
Très vite, ils sont repérés par le label Rough Trade qui les signe au mois de décembre 2001. Le groupe effectue alors son premier « vrai » concert, sans bassiste. Quelque temps après, John Hassall est invité à rejoindre la formation. Après avoir hésité entre les compositions de ce dernier ou celles des deux chanteurs, ils décident de choisir que l'écriture des chansons reviendra à ces derniers, les deux guitaristes-chanteurs Pete et Carl. Comme en démontre leur premier EP, sorti avant le premier album, leur musique était au début beaucoup plus calme et moins « punk » que sur Up the Bracket. C'est à partir de la signature sur le label qu'ils décident de changer d'orientation musicale, prenant alors un ton plus rock.

### Succès et séparation (2002–2004)
Au mois de février 2002, The Libertines font la première partie de The Strokes le temps de deux shows, mais ce n'est qu'après avoir effectué une mini tournée aux côtés des Vines au mois de mars que le groupe commence réellement à faire parler de lui avec des morceaux tels que What a Waster, Up the Bracket ou encore Boys in the Band. En juin 2002, Bernard Butler (du groupe Suede) leur propose de produire leur premier single What a Waster. Celui-ci se hisse dans les quarante premières places sans aucune promotion télévisée. Deux mois plus tard, The Libertines entrent en studio aux côtés de Mick Jones (ex-The Clash) afin d'y enregistrer leur premier album. Durant cette session, Peter et Carl se disputent et décident de laisser tomber. Finalement, tout rentre dans l'ordre et Up the Bracket est enfin achevé.
Le premier single, Up the Bracket, atteint la trentième place des charts. L'album quant à lui est très bien reçu par la presse qui voit aussitôt en The Libertines un sacré rival pour les grosses pointures que sont The Strokes ou encore The Hives. La formation en profite pour virer leur « tour manager » trop strict à leur goût. Au mois de janvier 2003, le second single, Time for Heroes, atteint la vingtième place des charts. Un mois plus tard, The Libertines sont élus meilleur nouveau groupe lors des célèbres NME Awards. En mai 2003, les Libertines partent aux États-Unis afin d'y enregistrer l'émission de David Letterman. C'est également au cours de ce même mois d'avril que Pete donne sa première représentation solo, juste dans la même rue où Johnny Rotten (ex-Sex Pistols) avait l'habitude de squatter.
Au mois de juin 2003, le malaise commence réellement à se faire sentir au sein du groupe. Peter, devenu accro aux drogues, est mis à l'écart et ne participera pas à la tournée européenne. Ce sera Nick, un ami du groupe, qui le remplacera. La communication au sein du groupe, à ce moment-là, se fait de plus en plus difficile et c'est ainsi que les Libertines effectuent une nouvelle tournée du Royaume-Uni sans la participation de Peter. De son côté, se sentant isolé, Peter entreprend de se débrouiller tout seul. De plus la polémique commence à grandir et les fans ne comprennent pas l'absence de Pete aux concerts quand celui-ci poste sur le site officiel du groupe que tout va bien. Ce dernier entre en cure de désintoxication mais en sortira avant son issue. Un mois plus tard, le doute s'installe de plus belle au sein de The Libertines lorsque Peter ravage la chambre d'un de ses partenaires et cambriole l'appartement de Carl. Il sera par la suite arrêté pour finalement être ajourné[précision nécessaire]. Il crée alors Babyshambles, un projet solo, et effectue plusieurs dates. Lors d'une interview, Pete avoue être devenu accro au crack. En septembre 2003, Pete est condamné à six mois de prison mais n'en fera que deux après avoir fait appel. Il entre alors à la prison de Wandsworth et reprend peu à peu contact avec ses anciens partenaires avant d'être transféré dans une prison moins « dure » sur l'île de Sheppey.
Après la réconciliation des deux leaders du groupe, ils décident d'enregistrer un deuxième album. The Libertines sort fin août 2004, enregistré presque en live, en très peu de prises. De Can't Stand Me Now à What Became of the Likely Lads, ce CD autobiographique nous transporte au pays de Pete et Carl (parfois obligés d'être séparés par la sécurité pendant l'enregistrement du CD). Après une dernière tournée sans Pete (renvoyé jusqu'à ce qu'il n'ait plus de problèmes de drogue) qui se clôture le 17 décembre à Paris, Carl Barât annonce ce que tout le monde savait : les Libertines ne sont plus.

### Après séparation (2005–2009)
En avril 2007, Peter Doherty et Carl Barât donnent leur premier concert ensemble depuis la séparation du groupe, au Hackney Empire à Londres. S'agissant à la base d'un concert solo de Pete, la surprise est donc totale pour les fans et les médias qui ont donc imaginé une éventuelle reformation des Libertines. En octobre la même année sort un best-of intitulé Time for Heroes: The Best of The Libertines, contenant tous les meilleurs morceaux du groupe ayant contribué à faire d'eux un des groupes mythiques d'Angleterre.
Le 17 septembre 2008, une nouvelle surprise est au rendez-vous : Pete Doherty et Carl Barât font une nouvelle apparition ensemble lors d'un concert secret organisé par la marque Gio Goi. En effet, Pete Doherty souhaiterait reformer le groupe, beaucoup de discussions et de réunions entre lui et Carl ont été entamées à ce sujet. Concernant le matériel des Libertines, Pete Doherty joue sur des guitares de type Gibson ES-335 et sur des amplificateurs Marshall Amplification. Quant à Carl Barâat, il utilise une guitare Gibson Melody Maker, probablement de 1960. Il utilise un amplificateurs Vox AC 30.

### Brève réunion (2010)
Le groupe se reforme le temps de trois concerts en août 2010. Le premier était un concert dit « d'échauffement », qui précédait  
les concerts des anglais aux festivals Reading et Leeds. Cette réunion est bien accueillie par la presse spécialisée et les fans,.
Un film, There are No Innocent Bystanders, est produit par Pulse Films et présenté au East End Film Festival en avril 2011. Les membres laissent prétendre à une suite, évoquant d'autres concerts avec un nouvel état d'esprit, songeant à retourner en studio pour enregistrer un troisième album. Mais toutes ces idées n'ont pas évolué, si bien qu'après la sortie de There are No Innocent Bystanders, Carl Barât annonce au NME que les libertines n'avaient pas d'avenir aux vues des tensions toujours présentes entre lui et son confrère Peter Doherty. Le NME annonce la couleur en y consacrant une qui a pour titre The Libertines it's Over. Le débat reste ouvert, même si rumeurs et espoirs sont souvent démentis par les interviews des membres du groupe. À l'occasion du dixième anniversaire de la sortie de l'album Up the Bracket, le NME offre, avec son numéro daté du 13 octobre 2012, un CD où Peace, Mystery Jets, Tribes, Tim Burgess et huit autres groupes reprennent l'intégralité de l'album.

### Retour (depuis 2014)

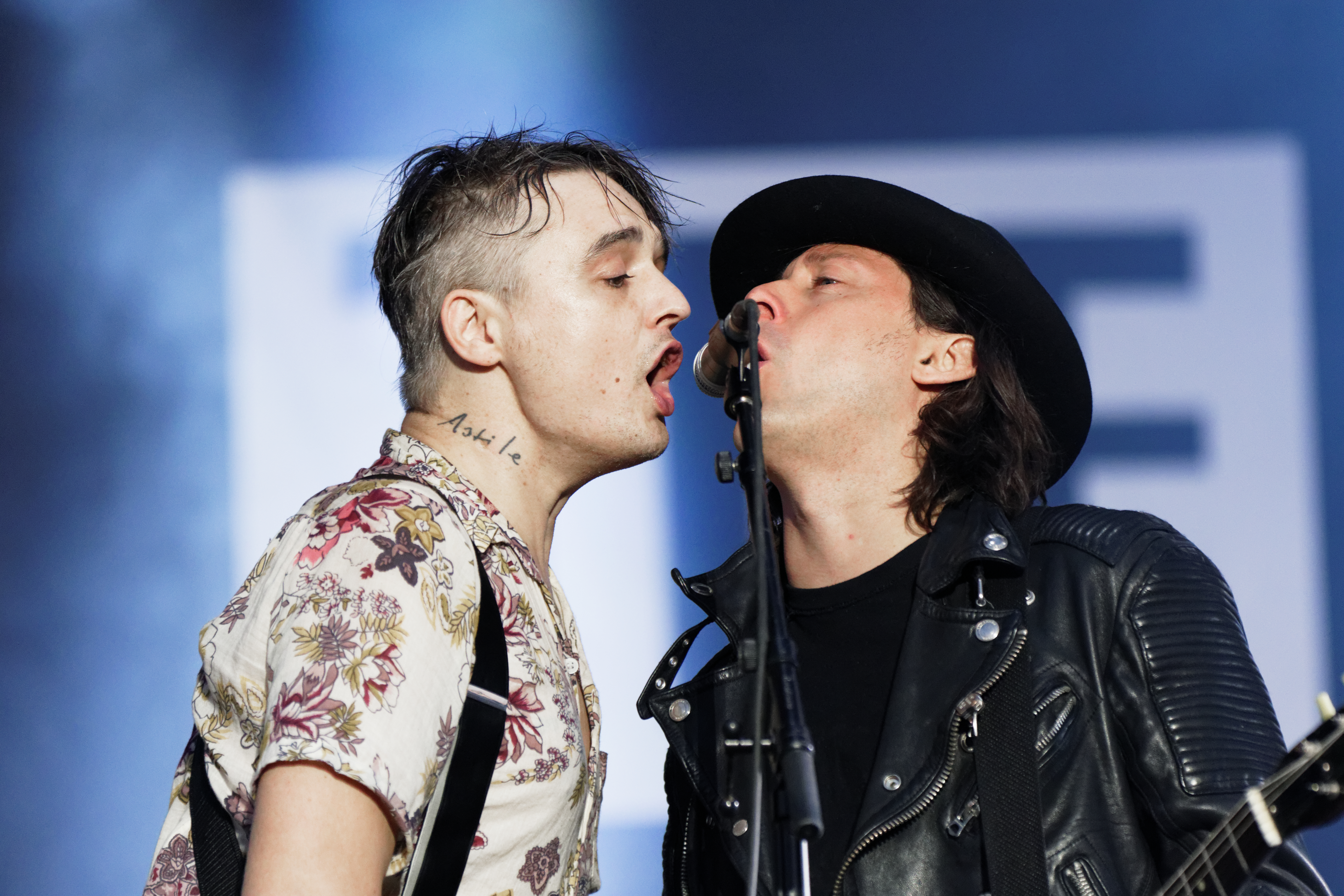
Concert aux Vieilles Charrues en juillet 2016.

En avril 2014, le groupe The Libertines annonce qu'il se produira à Hyde Park le 5 juillet de la même année. Toutefois, il semble que les motivations, si l'on se réfère aux révélations de Peter Doherty, sont avant tout pécuniaires, et aucune reformation sérieuse n'est envisagée par le groupe.
Cependant dans le NME Magazine paru juste après leur concert à Hyde Park, une interview paraît et Carl Barât parle d'un nouvel opus du groupe pour 2015. Pete Doherty et lui auraient retrouvé une amitié très forte. Après une prestation surprise au festival de Glastonbury, un nouvel album baptisé Anthems for Doomed Youth est annoncé,. En 2017, The Libertines démarrent leur concert à Prenton Park permettant au candidat et leader du Parti travailliste Jeremy Corbyn de faire un discours pour les élections législatives de 2017.
En août 2020, le groupe organise un concert à Newcastle. Ce sera le premier concert avec distanciation sociale après l'épidémie de COVID.
Après une série de concerts en 2023, The Libertines annoncent la sortie de leur quatrième album intitulé All Quiet on the Eastern Esplanade prévu pour le 8 mars 2024. Finalement la sortie de l'album sera reportée au 5 avril 2024.

## Activités annexes
Depuis 2018, les Libertines sont le sponsor principal du Margate Football Club. Le groupe prévoit également d'ouvrir un hôtel, Albion Rooms, en été 2019 dans la même ville, Margate. Le lieu sert également de studio pour enregistrer le 4e album du groupe, dont la sortie est également prévue en été 2019.

## Membres
- Carl Barât - chant, guitare
- Pete Doherty - chant, guitare
- Gary Powell - batterie
- John Hassall - guitare basse

## Discographie

### Singles
- 2002 : What a Waster (Up the Bracket)
- 2002 : Up the Bracket (Up the Bracket)
- 2003 : Time For Heroes (Up the Bracket)
- 2003 : Don't Look Back Into the Sun (single hors album)
- 2004 : Can't Stand Me Now (The Libertines)
- 2004 : What Became of the Likely Lads (The Libertines)
- 2007: Dialektik French Sessions (The Libertines)